# Al-Butnan
Al-Butnan (arab. البطنان, Al-Buţnān) – gmina w Libii ze stolicą w Tobruku. W 2006 roku gminę zamieszkiwało ok. 159,5 tys. mieszkańców.
Graniczy z 2 gminami:
- na północnym zachodzie z gminą Darna
- na zachodzie i południu z gminą Al-Wahat